# شعر پست‌مدرن
شعر پسانوگرا یا شعر پست‌مدرن یکی از جریان‌های نو در حوزهٔ شعر است.

## ویژگی‌های شعر پسانوگرا
از ویژگی‌های اصلی شعر پسانوگرا می‌توان به ساختارشکنی، معناگریزی، نگاه متفاوت، چندصدایی (یا پلی‌فونی) و تصویر اسکیزوفرن، جدال با سنت و به چالش کشیدن فراروایت‌ها اشاره کرد و همچنین کلاژ، بی قاعدگی (فقدان نظم مرکز محور)، رشد غیر خطی، ساختار نامتمرکز، عدم توازن، عدم قطعیت (شک اندیشی)، ذهن گرایی (تجرید گرایی)، ایهام، انتزاع (آبستره)، تکرار و تسلسل، دو پهلویی و جریان سیال ذهن، از جمله مولفه‌هایی می‌باشد که در شعر پسانوگرا رایج است.
یکی از عناصری که در غزل‌های پست مدرن به چشم می‌خورد «شکست روایت» است، یعنی دیگر ساختار خطّی و روایی بر غزل حکمفرما نیست.
در غزل کلاسیک واحد شعر، مصرع یا بیت است، امّا در غزل پست مدرن شبیه جریانهای پیش از خود یعنی غزل فرم، غزل مینی مال و غزل -داستان کلّ غزل واحد است.
مسئلهٔ «مرگ مؤلّف» با آن که بیشتر به دید ما به اثر برمی‌گردد و در متن نیاز به رویکردی خاص ندارد، امّا در «غزل پست مدرن» روی آن بسیار کار شده‌است.

## شعر پسانوگرا در غرب
شعر پسانوگرا ابتدا در آمریکا به وجود آمد و سپس در اروپا رواج یافت. آغاز شعر پسانوگرا در آمریکا را سال ۱۹۵۶ می‌دانند. سالی که آلن گینزبرگ زوزه را انتشار داد و واکنش‌های منفی بسیاری را در محافل ادبی روزگار خود برانگیخت، چرا که این اثر پایه‌های مدرنیستی شعر را به لرزه درآورده بود. در گزیدهٔ تأثیرگذار و پرخوانندهٔ دونالد آلن با عنوان شعر نوین آمریکا (۱۹۶۰) گفته‌های مختصری از گینزبرگ آمده‌است که بر پیوند میان شعر، نثر و موسیقی تأکید می‌کند.

## مهم‌ترین شعرای پسانوگرا غرب
چارلز اولسون شاعر نامدار آمریکایی بنیان‌گذار شعر پسانوگرا در آمریکاست. از دیگر شعرای پسانوگرا می‌توان به رابرت کریلی و لئونارد کوهن اشاره کرد.

## شعر پسانوگرا در ایران
شعر پسانوگرا در ایران تحت تأثیر شعر پسانوگرا رایج در کشورهای غربی ایجاد شد. رضا براهنی از نخستین شاعرانی است که با انتشار اشعار پسانوگرا این سبک شعر را در ایران رواج داد. بعد از براهنی برخی شاعران جوان که شمار آن‌ها در آغاز این جریان، قابل توجه است به این سبک شعر گرایش نشان دادند. شعر پسانوگرا و جریان‌های منشعب از آن نظیر انواع شعرهای دیداری با توجه به نمونه‌های بدوی آن در شجره‌نویسی‌ها و کتب ادعیه و نیاز روزآمد دورهٔ اینترنت و وسایل ارتباطی دیجیتالی دنیای مجازی و نمونه‌های غربی آن در شعر نو فرانسه، قابلیت پذیرش بیشتری یافت و نمونه‌های پایان‌نامه‌های دانشگاهی بر آن صحهٔ بیشتر گذاشت.

از جریان‌های تاثیرپذیرفته از شعر پست مدرن، می‌توان به دو جریان شعر آزاد زبانگرا و غزل پست مدرن اشاره کرد.